# Michael Vick
Michael Vick (Newport News, Virginia, 1980. június 26. –) amerikai amerikaifutball-játékos a National Football League-ben. Az Atlanta Falcons irányítója volt egészen 2007 augusztusáig, amikor illegális kutyaviadalok szervezése miatt őrizetbe vették, majd 21 hónapos börtönbüntetésre ítélték.

## Életrajza
Az egyetem alatt a Virginia Tech csapatával Sugar Bowl-t nyert a Florida State University ellen. Szintén a Virginia Technél játszott az öccse, Marcus. Rajta kívül még egy rokona, az unokatestvére is NFL irányító volt, az Oakland Raiders-nél.
A 2001-es drafton Vick első kiválasztott játékosként az Atlanta Falconshoz került. Egyedi stílusával, ami az irányító- és a futójáték sajátos keverékéből állt, az NFL egyik legnagyobb reménysége és színfoltja lett. Ezzel a játékkal sikerült a 2002-es idényben megtörni a Green Bay Packers veretlenségét a Lambeau Field-en, vagyis hazai pályáján. 2003-ban egy Preseason meccsen a Baltimore Ravens ellen súlyos lábsérülést szenvedett és emiatt szinte az egész szezont ki kellett hagynia. Az utolsó 4 mérkőzésen, ahol újra tudott játszani, a Falcons 3-1-es mérleget produkált, legyőzve a Carolina Panthers-t, a Tampa Bay Buccaneers-t és a Jacksonville Jaguars-t. Az Atlanta szerencséjére 2004-ben Vick az egész szezont végig tudta játszani remek teljesítményt nyújtva, 11 győzelmet elérve az alapszakaszban, bejutva így a Playoff-ba, ahol csak az NFC konferenciadöntőben szenvedtek vereséget, méghozzá a Philadelphia Eagles csapatától.
Vick 2017-ben visszavonult.